# Karoline Leavitt
Karoline Claire Leavitt (Atkinson, Nuevo Hampshire, 24 de agosto de 1997) es una asistente política estadounidense. Afiliada al Partido Republicano, es la actual secretaria de prensa de la Casa Blanca desde el 20 de enero de 2025, siendo la persona más joven en ocupar el cargo.
Leavitt se desempeñó como secretaria de prensa nacional de la campaña presidencial de 2024 de Donald Trump. Anteriormente, se desempeñó como secretaria de prensa adjunta y escritora presidencial durante la primera administración de Donald Trump.
El 15 de noviembre de 2024, el entonces presidente electo Donald Trump eligió a Leavitt como su secretaria de prensa de la Casa Blanca para suceder a Karine Jean-Pierre. Con apenas 27 años, se convirtió en la más joven en el cargo.

## Primeros años y educación
Leavitt nació y creció en Atkinson, Nuevo Hampshire. Su familia era dueña de una heladería local y un concesionario de camiones usados en Plaistow. Asistió a la Central Catholic High School en Lawrence, Massachusetts y luego realizó estudios superiores en Saint Anselm College en Manchester, Nuevo Hampshire, donde obtuvo una licenciatura en artes en comunicaciones y ciencias políticas. Leavitt trabajó en Hearst Television WMUR-TV mientras estaba en la universidad.

## Carrera
Leavitt comenzó su carrera como pasante de verano en la Oficina de Correspondencia Presidencial de la Casa Blanca antes de su último año en la universidad. Tras su graduación, aceptó un trabajo en la oficina de correspondencia antes de unirse a la Oficina de Prensa de la Casa Blanca como secretaria de prensa asistente bajo el mando de Kayleigh McEnany. Tras la conclusión de la administración Trump, fue contratada como directora de comunicaciones de la representante estadounidense Elise Stefanik.
En 2022, Leavitt anunció su candidatura a la Cámara de Representantes de los Estados Unidos, postulándose en el 1.º distrito congresional de Nuevo Hampshire. Leavitt ganó las primarias por unos 10 puntos. Su victoria en las primarias republicanas la convirtió en la segunda miembro de la Generación Z en ganar una primaria del Congreso después de Maxwell Frost, que lo hizo el mes anterior. Su campaña se centró en los valores conservadores, el crecimiento económico y el apoyo a la aplicación de la ley. Enfatizó su compromiso de proteger los derechos de la Segunda Enmienda, reducir los impuestos y oponerse a la extralimitación del gobierno. Leavitt perdió en las elecciones generales ante el representante en ejercicio Chris Pappas por el 8,2% de los votos.

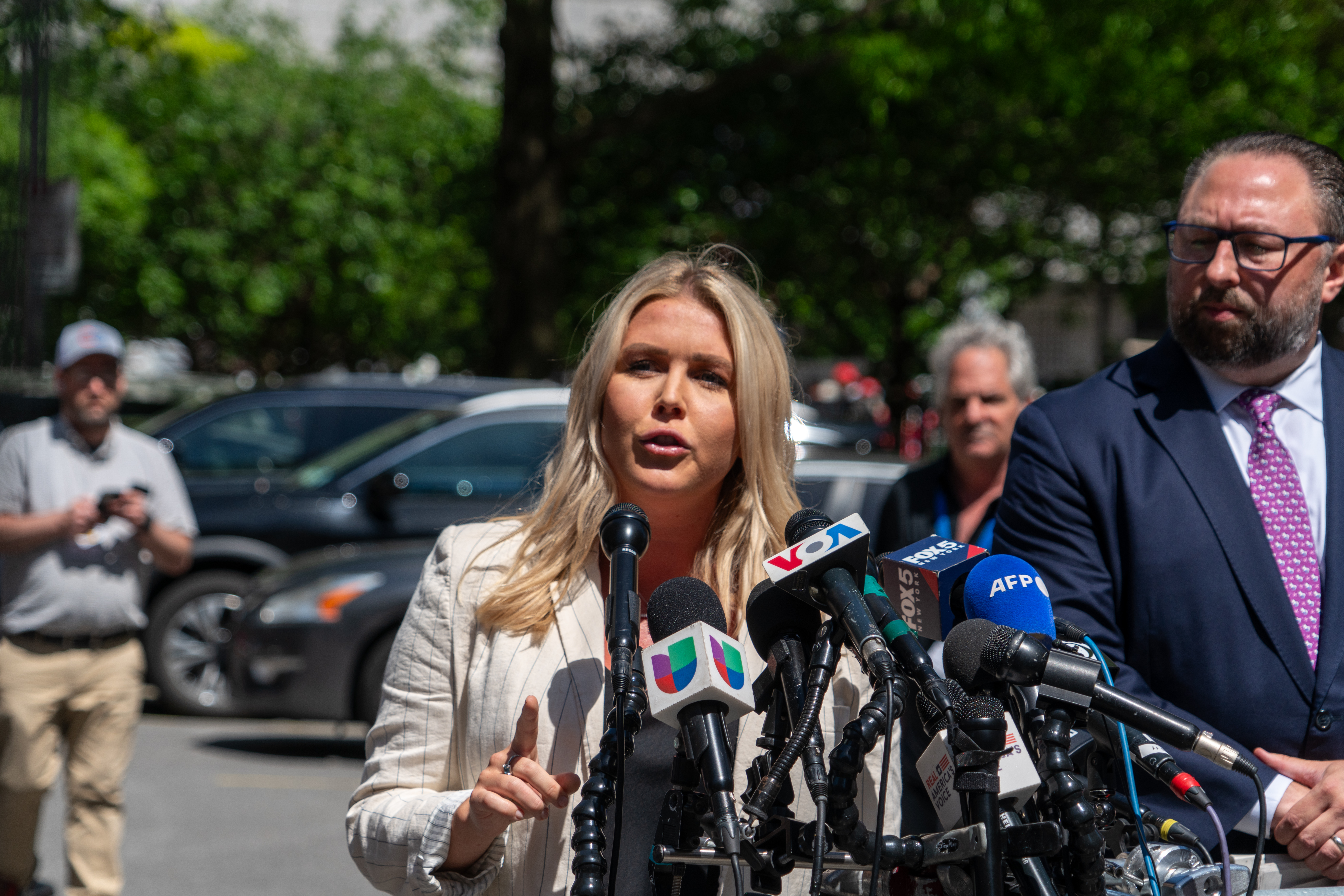
Leavitt comunicando a la prensa durante un juicio al presidente Trump en 2024

El 15 de noviembre de 2024, Donald Trump eligió a Leavitt como su secretaria de prensa de la Casa Blanca. Ella se había desempeñado anteriormente como secretaria de prensa nacional para su campaña presidencial de 2024.

## Vida personal
Leavitt es católica, y es una defensora de la educación católica; dijo al respecto:

«Recibir una educación católica realmente formó lo que soy...Me enseñaron eso desde muy joven, y esos valores realmente se inculcaron en mí y se arraigaron en mí a través de mi educación católica, por la que estoy muy agradecida. Mi fe en Dios me ayuda a seguir adelante...Me despierto todos los días y digo mis oraciones y le pido a Dios que me dé la fuerza que necesito para seguir adelante otro día [...]»

Karoline Leavitt está casada con Nicholas Riccio, un desarrollador inmobiliario de 59 años, con quien comparte una diferencia de edad de 32 años. Juntos tienen un hijo, Nicholas Robert “Niko” Riccio, nacido en julio de 2024. La pareja contrajo matrimonio en enero de 2025, poco antes de la segunda toma de posesión presidencial de Donald Trump

## Resultados electorales

### Cámara de Representantes de los Estados Unidos
| 2022 | 1.º distrito congresional de Nuevo Hampshire | R | 142,229 | \| \| 45.94 % \| | No electa | [ 16 ] |
|      | 45.94 %                                      |   |         |                  |           |        |